# Comadreja (cómics)
Para el personaje de DC Comics del mismo nombre, consulte Comadreja (DC Comics).
Comadreja (Jack Hammer) es un personaje ficticio que aparece en los cómics estadounidenses publicados por Marvel Comics. Comadreja es un amigo, compañero, corredor de información y traficante de armas de Deadpool. Comadreja es quizás el mejor amigo de Deadpool. Sin embargo, debido a sus frecuentes cambios de humor y su precario estado mental, Deadpool todavía a menudo abusa o maltrata de él. Comadreja también ha mostrado una veta oportunista en contra de los intereses de su amigo en ocasiones.
El actor T. J. Miller interpreta a Comadreja en la película de 2016 Deadpool y su secuela de 2018 Deadpool 2.

## Historial de publicaciones
Creado por el escritor Fabian Nicieza y el artista Klaus Janson, Comadreja apareció por primera vez en Cable #3 (julio de 1993).

## Biografía del personaje ficticio
Comadreja fue una vez un muchacho joven y brillante que asistía a la Universidad Empire State, que fue compañero de clase de Peter Parker y Gwen Stacy. Comadreja, entonces conocido por su nombre de nacimiento de Jack Hammer, estaba compitiendo con Parker para un trabajo de prestigio bajo el ala de Norman Osborn y ha mantenido un agolpamiento enorme en la futura novia de Parker, Gwen Stacy. Deadpool accidentalmente se teletransportó al pasado durante una pelea con los Vengadores de los Grandes Lagos. En el pasado, se encontró con Jack Hammer (de cuyo destino era muy consciente) y, disfrazado de Peter Parker, relacionó a Norman Osborn información falsa acerca de que Jack Hammer era consumidor de drogas. Sus oportunidades de empleo de esta forma arruinadas, Hammer fue manipulado por el disfrazado Deadpool para reparar su cinturón de teletransporte. Con el aparato arreglado, Deadpool volvió hacia el futuro, dejando a un joven Hammer deprimido y borracho con una opción de una nueva carrera - el crimen.
A partir de ahí, Hammer adoptó el nombre de la Comadreja y se volvió a una vida consistente en proporcionar inteligencia, armas y otros dispositivos tecnológicos a los mercenarios y criminales, a veces participando en actividades de los mismos mercenarios. Es durante este período que Comadreja (desde su perspectiva) conoció a Deadpool en Canadá, al parecer -no mucho después de que Deadpool dejara el Arma X. Comadreja rápidamente se demostró como un informante capaz y proveedor de armas a Deadpool y, finalmente, llegaron a formar una amistad incómoda con él. Ayudó a su amigo detrás de escenas como  Deadpool finalmente llegó a trabajar para un señor del crimen llamado Tolliver. Después de la aparente muerte de Tolliver, los dos compitieron contra un montón de otros mercenarios, villanos, héroes y asesinos para convertirse en los beneficiarios del testamento de Tolliver, y más tarde pasó a trabajar a la Casa Infernal, un semillero de actividad mercenaria en Chicago donde los trabajos fueron entregados a aquellos que estén dispuestos a aceptarlos. Deadpool, debido a su valor y corazón frío, llegó a ser temido y respetado allí, pero a menudo chocó cabezas con otro poderoso mercenario, T-Ray. Durante este tiempo, el Supervisor secuestró a Comadreja a fin de obtener sus servicios. Inicialmente, permitiendo a Deadpool dar con él, entonces apagando su dispositivo de seguimiento (que estaba en sintonía con el corazón), poco antes que Supervisor derrotara a Deadpool, Comadreja reveló su confusión tanto a los mercenarios debido a la oferta mejorada de Supervisor, a pesar de las lealtades algo mercuriales compartidas entre él y Deadpool. Sin embargo, cuando su amigo desconcertó y derrotó definitivamente a Supervisor, optó por regresar a su empleo, alentado en parte por la muestra de Deadpool de compasión por él y la promesa de una nueva conexión de cable en el Canal de Playboy. Comadreja trató de mencionar a Siryn, sabiendo la influencia positiva que el mutante irlandés tenía sobre Deadpool. Una vez más fue intimidado por amenazas de violencia física. Su lealtad a Deadpool también se muestra más en la Casa Infernal cuando se hizo evidente que T-Ray mantiene un apretón de intimidación con los otros mercenarios cuando Deadpool estaba ausente, a pesar de que no estaba en condiciones de hacer frente a T-Ray directamente. En última instancia, T-Ray decidió organizar un enfrentamiento con Deadpool y dijo a Comadreja que transmita esa información a Deadpool. En un esfuerzo por ponerse en contacto con su amigo antes del tiempo de enfrentamiento designado, Comadreja se teletransportó a la casa de Deadpool en San Francisco, un no-no definitivo. Fue ahuyentado por el amigo / preso de Deadpool, Blind Al. Pero cuando Comadreja le hizo repetidas visitas, Deadpool lo descubrió allí y lo colocó tanto a él como a Blind Al en la caja, una habitación oscura tan llena de objetos afilados e instrumentos de tortura que el movimiento es casi imposible. Este último abuso fue el punto de ruptura: Comadreja decidió seguir adelante y se fue de Deadpool después de escapar de la Caja, con la esperanza de definir su vida fuera de su asociación con Deadpool.
El destino tenía otros diseños, sin embargo. Después de la muerte de Deadpool y la posterior resurrección algún tiempo después, Comadreja se encontró con un Deadpool amnésico. Ayudó a restaurar la memoria de Deadpool y así restableció su amistad antes de irse una vez más. Después de este punto, se produjo una asociación de encendido y apagado entre los dos, y Deadpool a veces pedía productos o trabajaba con Comadreja. Sin embargo, otro punto de ruptura se produjo cuando Deadpool defendió a Comadreja cuando lo encontraron pirateando una computadora. Cuando Deadpool descubrió que Comadreja había mentido, se negó a ayudar a Comadreja, que fue enviado a la cárcel. Comadreja decidió expiar este crimen sirviendo fielmente su tiempo, y cuando salió, por casualidad trabajó en Deadpool en Rumekistan. Con Comadreja habiendo servido para aplacar a Deadpool. En todos los episodios de Battlestar Galactica durante la estadía de Comadreja en la cárcel para compensar sus abusos pasados, los dos se hicieron amigos rápidamente una vez más. Ayudó a Deadpool en el último viaje de autodescubrimiento del mercenario, mientras Deadpool se ponía en una serie de situaciones para recuperar su reputación como mercenario, luego hizo otro intento de convertirse en héroe. La Comadreja había reducido a Deadpool al tamaño de llavero para reforzar su confianza en sí mismo, ya que no era menos efectivo en su tamaño muy reducido. En la última de estas misiones, Comadreja se quedó en una base de Hydra durante un ataque que fue un intento de darle a Deadpool más credibilidad callejera. Mientras estaba encarcelada en la base, aparentemente Weasel pudo unirse a Hydra, nombrándose a sí mismo como el traidor Pene, y creó una máquina de teletransportación para el uso de Hydra. Esto fue interrumpido por un ataque en la base por Wolverine, coincidiendo con un intento de rescate por Deadpool y Bob, Agente de Hydra. Deadpool y Bob estaban allí porque sabían que el ataque de Wolverine pondría en peligro la vida de Comadreja. Además, la aparente unión de Hydra era una artimaña; su regalo de teletransportación simplemente envió a los usuarios directamente a una prisión controlada por los estadounidenses. Aunque no se declara explícitamente que es el dueño de una mascota, Comadreja toma el perro de Blind Al a petición suya cuando abandona a Deadpool, y luego se muestra que tiene un gato blanco en su apartamento.
Comadreja se convierte en asociada de la firma de mercenarios "Buen Chico" Agencia X.

### "La casa"
Comadreja regresa en Deadpool vol. 2 # 23 como el héroe de Las Vegas "La Casa". Es financiado por los casinos locales y disfruta la oportunidad de pelear contra Deadpool. Usando su vasto conocimiento de Deadpool, rápidamente lo atrapa y lo derrota, y finalmente encierra a Wade en su propia versión de la Caja. Deadpool escapa de forma rápida e inexplicable y le ofrece a Comadreja la oportunidad de duplicar sus ganancias. Luego toma la armadura extra de Comadreja y el alias "Wildcard", actuando como el compañero de la casa. Más tarde, en un encuentro con un nuevo Grizzly, sin el conocimiento de Comadreja, Deadpool le cuenta en secreto a Griz sobre una proposición que tiene para él. Grizzly logra escapar, y más tarde, cuando Comadreja y Deadpool se encuentran con los dueños del casino, Deadpool revela que en realidad es un comodín, para gran furia de Comadreja. Más tarde, Wade persuade a Comadreja a cambiar de traje para que todos los elogios que recibe Wildcard sean por las buenas acciones de Comadreja. Comadreja está de acuerdo con el plan, y los dos una vez más se enfrentan a Grizzly, ahora de nuevo e intentan robar los millones de dólares en la sala de conteo del casino. En la batalla que sigue, Weasel lucha contra Grizzly con el traje de comodín, mientras que Deadpool toma sorbos como La Casa. Desafortunadamente, todos piensan que Comadreja es la que está en La Casa, tomando Lime Rickey's, y lo peor de todo es que Deadpool se escapa con Grizzly y el dinero. Entonces, cuando Deadpool les dice a los jefes del casino que Comadreja se fue con el dinero porque no estaba recibiendo ningún respeto, todos le creen. También le creen cuando les dice que Comadreja regresará a primera hora de la mañana. Mientras tanto, Comadreja habla por teléfono con Blind Al, en busca de consejo, y decide tomar Deadpool contra las protestas de Blind Al, y luego ve una explosión en la distancia. Resulta que la explosión fue causada por Deadpool, de vuelta en el casino con Grizzly e intentando robar la bóveda. Mientras Grizzly se dirige a la bóveda, Comadreja llega con el traje de comodín y se enfrenta a Deadpool (que todavía está en el traje de la casa). En una parodia de Star Wars: Episodio V - El Imperio contraataca, Deadpool le pide a Comadreja que se una a él. La comadreja se niega y aparentemente mata a Deadpool sacándole la cabeza. Grizzly termina siendo encerrado en la bóveda del casino, aunque todavía tiene el dinero. Los dueños de los casinos aún piensan que Comadreja era el único en la demanda de La Casa, por lo que todos terminan vitoreando cuando Grizzly es arrestado. Más tarde, en su guarida, Comadreja vuelve a conversar con Blind Al, quien insiste en que le diga la verdad a los jefes del casino. Comadreja es escéptico, pero Blind Al le recuerda la posibilidad de que pudieran haber encontrado el cuerpo de Deadpool ahora. Comadreja recibe una llamada de los dueños del casino que revelan que no encontraron ningún cuerpo. Deadpool aparece y explica que se escabulló del traje al amparo del humo de la explosión, y que el dinero en la bóveda del casino era en realidad dinero falso con su cara en él. Comadreja asume que Deadpool lo matará, pero Deadpool dice que no lo hará, que ayudará a Comadreja a salir del atasco, que se hará cargo del traje de comodín y que Comadreja tendrá que acostarse. Cuando Comadreja pregunta a dónde irá, Deadpool responde: "Creo que ambos sabemos la respuesta a esa pregunta, amigo ..." Más tarde, cuando Deadpool se reúne con los dueños del casino, dicen que dijo que se había ocupado de Comadreja. Cuando le preguntan cómo, él responde: "Lo puse en una caja".
Más tarde, Macho Gómez libera a Comadreja de la caja, quien lo recluta para su equipo de personas que fueron engañadas y quieren vengarse de Deadpool, y se enfrentan a él en Bob, el agente del garaje de HYDRA. En la batalla que sigue, Comadreja comienza a pensar de nuevo, diciéndose a sí mismo: "Estúpido, estúpido, estúpido... ¡Nunca debería haber venido! Deadpool va a hacer algo horrible para mí, ¡lo sé!" a lo que Deadpool responde desde el otro lado de la habitación, "¡Oye, comadreja! ¡Ven aquí para que pueda hacerte algo horrible!" Afortunadamente para Comadreja, el equipo (menos Sluggo, a quien Comadreja mató inadvertidamente) logró derrotar a Deadpool, y Comadreja y los demás quedaron ilesos. Pero como en realidad no lo mataron, Deadpool logró regresar y matar a Comadreja como recompensa por unirse a Macho Gómez.

### Paciente Cero
Después de su muerte, Comadreja fue condenado al infierno, del cual escapa con la ayuda de Mephisto. Retransmitido a sí mismo Paciente Cero, luego se propone vengarse tanto de Deadpool como de Peter Parker, contratando al primero para asesinar a este último después de hacer parecer que la experimentación humana torturadora se estaba llevando a cabo en Industrias Parker, de la cual Paciente Cero también roba datos. para uso en la transformación de personas sin hogar capturadas en "Manstrosities". Después de derrotar a Manstrosities en una confrontación con Spider-Man y Deadpool, Paciente Cero empalma el ADN de los dos héroes en otro sujeto de prueba, convirtiéndola en Itsy Bitsy, una vigilante psicótica con los poderes combinados de Deadpool y Spider-Man. Cuando su creación se enfoca en él, un paciente Zero desesperado se acerca a Spider-Man y Deadpool en busca de ayuda, y Itsy Bitsy lo mata delante de ellos.
El Paciente Cero luego regresa al Infierno, y finalmente es visitado por Deadpool, a quien le revela su identidad, explicando que fue motivado por el abuso anterior de Deadpool y la creencia de que Deadpool no ha cambiado, y ha engañado al mundo para que crea que en el fondo no es más que "un psicópata asesino cargado de escoria".
Después, se muestra a Comadreja ofreciéndose otro trato por Mephisto. Este involucrando a Deadpool.

### Universo Alterno
En la continuidad de Deadpool Max, Comadreja es un proxeneta experto, jefe del crimen y conductor.

## Poderes y habilidades
Jack Hammer no tiene superpoderes, pero es un hacker experto e inventor con un intelecto de nivel genio y conocimiento de muchas armas.

## En otros medios

### Película
- Comadreja aparece en la película de 2016 Deadpool interpretado por T. J. Miller.[1] En la película, él es el dueño / cantinero en la escuela de la Hermana Margaret para Niños Wayward, donde Wade trabaja como mercenario. Él le apuesta a Wade para que muera en el "Dead pool", lo que le inspira a Wade a adoptar el nombre en código más adelante cuando obtenga sus poderes. A diferencia de los cómics, la amistad de él y de Deadpool es mucho más mutua y menos basada en el odio, mientras que en el material de origen, Deadpool frecuentemente lo maltrata.
- Miller repite su papel en Deadpool 2 (2018), donde ayuda a Deadpool a ensamblar la Fuerza-X y es torturado por Cable para obtener información sobre su amigo.[19]

### Videojuegos
Comadreja aparece como un personaje no jugable en el juego Marvel: Ultimate Alliance con la voz de Cam Clarke.  Él es parte de un argumento secundario para descubrir si el segundo al mando de Nick Fury, Black Widow, es una traidora de S.H.I.E.L.D. y requiere información recopilada por el jugador entre las misiones para ayudarlo a trabajar, como contraseñas con nombres de otros personajes, otros piratas informáticos que pueden ayudarlo, o escondites adecuados para evitar ser encontrados por S.H.I.E.L.D. en el Sanctum Sanctorum, Comadreja pregunta al jugadores si pudiera esconderse en el Edificio Baxter o en la Mansión X. Como Hank Pym afirma que Mister Fantástico tiende a trabajar con S.H.I.E.L.D., los héroes le dicen a Comadreja que se esconda en la Mansión X ya que el Profesor X dijo que los Agentes de S.H.I.E.L.D. en los terrenos de la Mansión X no se sentarían bien con los X-Men. Más tarde, en Asgard, se enamora de Valkyrie, que prefiere Deadpool y su sentido del humor. Deadpool le dice a Valkyrie que Comadreja tiene así con las mujeres desde que llevó a su prima a la fiesta de graduación. Tormenta menciona a los jugadores cómo algunos de los X-Men se molestaron cuando Comadreja activó diferentes vehículos y equipos sin su autorización. Una llamada telefónica realizada durante los créditos revela que Black Widow había estado usando a Comadreja para robar información de S.H.I.E.L.D. y luego configurar a Comadreja para el otoño. Como se puede esperar, tiene un diálogo único con Deadpool que revela que Comadreja había sido dado de alta recientemente del hospital después de que él y Deadpool lucharon por la última bolsa de bocanadas de queso de su bolsa y Deadpool lo apuñaló en la pierna.